# سناء مرحاتي
سناء مرحاتي ( 10 مارس 1984, صفرو) مغنية مغربية تؤدي طرب الملحون والموسيقى الغرناطية.

## حياتها
نشأت سناء مرحاتي وسط أسرة فنية خاصة والدها الذي وجهها لتعلم فن الملحون. كانت سناء من أوائل النساء اللواتي دخلن لميدان الملحون الذي كان حكرا على الرجال, ولها عدة قصائد خاصة بها مثل قصيدة «الأم». حصلت سناء مرحاتي على وسام مكافأة من درجة ضابط.